# Hold Your Horsepower
Hold Your Horsepower est un court métrage d'animation américain, sorti le 8 août 1945 réalisé par les studios Disney.

## Synopsis
Le film explique la bonne utilisation et les machines-outils pouvant alléger la charge de travail et augmenter le rendement des agriculteurs.

## Fiche technique
- Titre original : Hold Your Horsepower
- Série : court-métrage publicitaire
- Distributeur : Texas Company
- Société de production : Walt Disney Productions
- Date de sortie[1] :  8 août 1945
- Format d'image : Couleur (Technicolor)
- Durée[2] : 13 min
- Langue : (en)
- Pays :  États-Unis